# Michael Hirte/Diskografie
Diese Diskografie ist eine Übersicht über die musikalischen Werke des deutschen Mundharmonikaspielers Michael Hirte. Den Schallplattenauszeichnungen zufolge hat er bisher mehr als eine Million Tonträger verkauft. Seine erfolgreichste Veröffentlichung ist das Debütalbum Der Mann mit der Mundharmonika mit über 630.000 verkauften Einheiten.

## Alben

### Studioalben
| Jahr | Titel Musiklabel                                         | Höchstplatzierung, Gesamtwochen, AuszeichnungChartplatzierungen (Jahr, Titel, Musiklabel, Platzierungen, Wochen, Auszeichnungen, Anmerkungen) | Höchstplatzierung, Gesamtwochen, AuszeichnungChartplatzierungen (Jahr, Titel, Musiklabel, Platzierungen, Wochen, Auszeichnungen, Anmerkungen) | Höchstplatzierung, Gesamtwochen, AuszeichnungChartplatzierungen (Jahr, Titel, Musiklabel, Platzierungen, Wochen, Auszeichnungen, Anmerkungen) | Anmerkungen                                                |
| Jahr | Titel Musiklabel                                         | DE | AT | CH | Anmerkungen                                                |
| ---- | -------------------------------------------------------- | --- | --- | --- | ---------------------------------------------------------- |
| 2008 | Der Mann mit der Mundharmonika Columbia Records          | DE1 ×3Dreifachplatin · (24 Wo.)DE | AT1 Platin · (27 Wo.)AT | CH1 Gold · (20 Wo.)CH | Erstveröffentlichung: 5. Dezember 2008 Verkäufe: + 635.000 |
| 2009 | Der Mann mit der Mundharmonika 2 Columbia Records        | DE2 Gold · (26 Wo.)DE | AT1 Gold · (20 Wo.)AT | CH8 (11 Wo.)CH | Erstveröffentlichung: 2. Mai 2009 Verkäufe: + 110.000      |
| 2010 | Die schönsten Filmmelodien Columbia Records              | DE22 (12 Wo.)DE | AT31 (10 Wo.)AT | CH33 (5 Wo.)CH | Erstveröffentlichung: 15. Oktober 2010                     |
| 2011 | Der Mann mit der Mundharmonika 3 Columbia Records        | DE47 (3 Wo.)DE | AT24 (7 Wo.)AT | CH58 (3 Wo.)CH | Erstveröffentlichung: 21. Oktober 2011                     |
| 2012 | Liebesgrüße auf der Mundharmonika Telamo                 | DE18 Gold · (14 Wo.)DE | AT34 (3 Wo.)AT | CH67 (5 Wo.)CH | Erstveröffentlichung: 5. Oktober 2012 Verkäufe: + 100.000  |
| 2014 | Traumreise auf der Mundharmonika Telamo                  | DE30 (2 Wo.)DE | AT66 (1 Wo.)AT | — | Erstveröffentlichung: 21. März 2014                        |
| 2015 | Sehnsuchtsmelodien – Die größten Hits zum Träumen Telamo | DE16 (4 Wo.)DE | AT51 (1 Wo.)AT | CH99 (1 Wo.)CH | Erstveröffentlichung: 23. Oktober 2015                     |
| 2017 | Ave Maria – Lieder für die Seele Telamo                  | DE60 (1 Wo.)DE | — | CH92 (2 Wo.)CH | Erstveröffentlichung: 13. Oktober 2017                     |
| 2018 | Duette Telamo                                            | — | — | — | Erstveröffentlichung: 11. Mai 2018                         |
| 2019 | Unsere schöne Heimat Telamo                              | — | — | — | Erstveröffentlichung: 15. November 2019                    |

### Kompilationen
| Jahr | Titel Musiklabel                           | Höchstplatzierung, Gesamtwochen, AuszeichnungChartplatzierungen (Jahr, Titel, Musiklabel, Platzierungen, Wochen, Auszeichnungen, Anmerkungen) | Höchstplatzierung, Gesamtwochen, AuszeichnungChartplatzierungen (Jahr, Titel, Musiklabel, Platzierungen, Wochen, Auszeichnungen, Anmerkungen) | Höchstplatzierung, Gesamtwochen, AuszeichnungChartplatzierungen (Jahr, Titel, Musiklabel, Platzierungen, Wochen, Auszeichnungen, Anmerkungen) | Anmerkungen                            |
| Jahr | Titel Musiklabel                           | DE | AT | CH | Anmerkungen                            |
| ---- | ------------------------------------------ | --- | --- | --- | -------------------------------------- |
| 2018 | 10 Jahre – Gelacht, geweint, gelebt Telamo | DE20 (2 Wo.)DE | — | — | Erstveröffentlichung: 19. Oktober 2018 |

### Weihnachtsalben
| Jahr | Titel Musiklabel                                       | Höchstplatzierung, Gesamtwochen, AuszeichnungChartplatzierungen (Jahr, Titel, Musiklabel, Platzierungen, Wochen, Auszeichnungen, Anmerkungen) | Höchstplatzierung, Gesamtwochen, AuszeichnungChartplatzierungen (Jahr, Titel, Musiklabel, Platzierungen, Wochen, Auszeichnungen, Anmerkungen) | Höchstplatzierung, Gesamtwochen, AuszeichnungChartplatzierungen (Jahr, Titel, Musiklabel, Platzierungen, Wochen, Auszeichnungen, Anmerkungen) | Anmerkungen                                                 |
| Jahr | Titel Musiklabel                                       | DE | AT | CH | Anmerkungen                                                 |
| ---- | ------------------------------------------------------ | --- | --- | --- | ----------------------------------------------------------- |
| 2009 | Einsamer Hirte & die schönsten Weihnachtslieder Ariola | DE4 Platin · (11 Wo.)DE | AT3 Platin · (8 Wo.)AT | CH20 (12 Wo.)CH | Erstveröffentlichung: 13. November 2009 Verkäufe: + 220.000 |
| 2016 | Frohe Weihnachten mit Michael Hirte Telamo             | DE77 (3 Wo.)DE | — | — | Erstveröffentlichung: 4. November 2016                      |

## Singles

### Als Leadmusiiker
| Jahr | Titel Album                                    | Höchstplatzierung, Gesamtwochen, AuszeichnungChartplatzierungen (Jahr, Titel, Album, Platzierungen, Wochen, Auszeichnungen, Anmerkungen) | Höchstplatzierung, Gesamtwochen, AuszeichnungChartplatzierungen (Jahr, Titel, Album, Platzierungen, Wochen, Auszeichnungen, Anmerkungen) | Höchstplatzierung, Gesamtwochen, AuszeichnungChartplatzierungen (Jahr, Titel, Album, Platzierungen, Wochen, Auszeichnungen, Anmerkungen) | Anmerkungen                                               |
| Jahr | Titel Album                                    | DE | AT | CH | Anmerkungen                                               |
| --- | ---------------------------------------------- | --- | --- | --- | --------------------------------------------------------- |
| Folgende Lieder erschienen nicht als Single, wurden aber durch das Album zum Download und Streaming bereitgestellt und konnten somit eine Platzierung erlangen: |                                                | | | |                                                           |
| |                                                | | | |                                                           |
| 2009 | Ave Maria Der Mann mit der Mundharmonika       | DE42 (4 Wo.)DE | AT30 (3 Wo.)AT | CH49 (3 Wo.)CH | Charteinstieg: 19. Dezember 2008 Original: Franz Schubert |
| 2008 | You Raise Me Up Der Mann mit der Mundharmonika | — | — | CH76 (2 Wo.)CH | Charteinstieg: 21. Dezember 2008 Original: Secret Garden  |

### Als Gastmusiker
| Jahr | Titel Album                                                 | Anmerkungen                                                                |
| ---- | ----------------------------------------------------------- | -------------------------------------------------------------------------- |
| 2015 | Wer die Augen schließt (wird nie die Wahrheit seh’n) 2015 – | Erstveröffentlichung: 3. Dezember 2015 als Teil von Mut zur Menschlichkeit |

## Videoalben und Musikvideos

### Videoalben
| Jahr | Titel Musiklabel                                         | Anmerkungen                                                                         |
| ---- | -------------------------------------------------------- | ----------------------------------------------------------------------------------- |
| 2015 | Sehnsuchtsmelodien – Die größten Hits zum Träumen Telamo | Erstveröffentlichung: 23. Oktober 2015 Verkäufe werden dem Studioalbum hinzuaddiert |
| 2017 | Ave Maria – Lieder für die Seele Telamo                  | Erstveröffentlichung: 13. Oktober 2017 Verkäufe werden dem Studioalbum hinzuaddiert |

### Musikvideos
| Jahr | Titel                                                     | Regisseur(e)  |
| ---- | --------------------------------------------------------- | ------------- |
| 2010 | Jenseits der Zeit (O Waly, Waly)                          | Erik Lattwein |
| 2013 | Aber dich gibt’s nur einmal für mich                      |               |
| 2013 | An Angel                                                  |               |
| 2013 | Eleni                                                     |               |
| 2013 | Leg deinen Kopf in meinen Schoß                           |               |
| 2014 | I Am Sailing                                              |               |
| 2014 | Biscaya                                                   |               |
| 2014 | Die rote Sonne von Barbados                               |               |
| 2014 | Green, Green Grass of Home                                |               |
| 2014 | Seemann (deine Heimat ist das Meer)                       |               |
| 2014 | Davids Song                                               |               |
| 2014 | Blowin’ in the Wind                                       |               |
| 2014 | Hallelujah                                                |               |
| 2014 | Ave Maria                                                 |               |
| 2015 | Wer die Augen schließt (wird nie die Wahrheit seh’n) 2015 | Thomas Jünger |
| 2015 | Fang das Licht                                            |               |
| 2016 | Allzeit gute Fahrt                                        |               |
| 2016 | On the Road Again                                         |               |
| 2016 | Adventsmedley                                             |               |
| 2016 | Fröhliche Weihnacht überall                               |               |
| 2016 | Happy Xmas (War Is Over)                                  |               |
| 2017 | Jenseits von Eden                                         |               |
| 2018 | Wie Dankbar ich bin                                       |               |
| 2018 | Einsamer Hirte                                            |               |
| 2019 | Der Junge mit der Mundharmonika                           |               |
| 2019 | One Moment in Time                                        |               |

## Sonderveröffentlichungen

### Alben
| Jahr | Titel Musiklabel                        | Anmerkungen                                                                                   |
| ---- | --------------------------------------- | --------------------------------------------------------------------------------------------- |
| 2017 | Ave Maria – Lieder für die Seele Telamo | Erstveröffentlichung: 13. Oktober 2017 CD + DVD; Verkäufe werden dem Studioalbum hinzuaddiert |

| Jahr | Titel Musiklabel                                    | Anmerkungen                                                                                       |
| ---- | --------------------------------------------------- | ------------------------------------------------------------------------------------------------- |
| 2009 | Welthits der Mundharmonika Ariola Express           | Erstveröffentlichung: 13. März 2009 Label-Sampler; mit Stefan Kranz, Urs Balder & Alexander Prinz |
| 2011 | Nur das Beste – Die großen Erfolge Columbia Records | Erstveröffentlichung: 15. April 2011 Teil der „Nur-das-Beste“-Reihe                               |
| 2013 | Mein Weihnachten Sony Music                         | Erstveröffentlichung: 27. September 2013 Label-Kompilation                                        |
| 2017 | 2 in 1 Sparset Telamo                               | Erstveröffentlichung: 24. November 2017 Teil der „2-in-1“-Reihe                                   |

### Lieder
| Jahr | Titel Album                                                            | Anmerkungen |
| ---- | ---------------------------------------------------------------------- | --- |
| 2009 | I Wish You Were Here (Winnetou Melodie) Western Bound                  | Erstveröffentlichung: 17. April 2009 Texas Lightning feat. Michael Hirte; Original: Orchester Martin Böttcher – Winnetou Melodie |
| 2009 | Gib nie auf Lebenslieder                                               | Erstveröffentlichung: 20. November 2009 Pfarrer Franz Brei feat. Michael Hirte                                                   |
| 2010 | Fly the Lonely Shepherd Panträume                                      | Erstveröffentlichung: 15. Januar 2010 Petruta Küpper mit Michael Hirte; Original: James Last & Gheorghe Zamfir – Einsamer Hirte  |
| 2010 | Flieg nicht so hoch, mein kleiner Freund 30 Jahre – Mit Leib und Seele | Erstveröffentlichung: 29. Oktober 2010 Nicole feat. Olsen Brothers & Michael Hirte                                               |
| 2011 | Jenseits der Zeit (O Waly, Waly) Seine grössten Hits                   | Erstveröffentlichung: 22. Juli 2011 Tom Astor feat. Michael Hirte                                                                |
| 2013 | Leg deinen Kopf in meinen Schoß Alles nur für Dich                     | Erstveröffentlichung: 10. Mai 2013 Nicole feat. Michael Hirte                                                                    |
| 2013 | I am from Austria Weltberühmt (in meinem Herzen) (Deluxe Version)      | Erstveröffentlichung: 12. Juli 2013 Udo Wenders feat. Michael Hirte; Original: Rainhard Fendrich                                 |
| 2015 | Ave Maria Opus Sanctus                                                 | Erstveröffentlichung: 20. März 2015 Opus Sanctus feat. Michael Hirte; Original: Franz Schubert                                   |
| 2016 | Zwei gute Freunde Die Hits unserer Herzen                              | Erstveröffentlichung: 15. April 2016 Frank Schöbel feat. Michael Hirte                                                           |
| 2018 | Schön ist es auf der Welt zu sein Aber bitte mit Schlager              | Erstveröffentlichung: 9. März 2018 Ross Antony feat. Michael Hirte; Original: Roy Black & Anita                                  |
| 2018 | Wir tanzen Lambada Auf Du und Du                                       | Erstveröffentlichung: 20. Juli 2018 Andrea Jürgens mit Michael Hirte                                                             |
| 2019 | Ganz in Weiß 25 Jahre Maximilian Arland und Freunde                    | Erstveröffentlichung: 24. Mai 2019 Maximilian Arland & Michael Hirte; Original: Roy Black                                        |

## Promoveröffentlichungen
| Jahr | Titel Album                                                 | Anmerkungen                                                  |
| ---- | ----------------------------------------------------------- | ------------------------------------------------------------ |
| 2014 | Green, Green Grass of Home Traumreise auf der Mundharmonika | Erstveröffentlichung: 25. Juli 2014 Original: Johnny Darrell |

## Boxsets
| Jahr | Titel Musiklabel                        | Höchstplatzierung, Gesamtwochen, AuszeichnungChartplatzierungen (Jahr, Titel, Musiklabel, Platzierungen, Wochen, Auszeichnungen, Anmerkungen) | Höchstplatzierung, Gesamtwochen, AuszeichnungChartplatzierungen (Jahr, Titel, Musiklabel, Platzierungen, Wochen, Auszeichnungen, Anmerkungen) | Höchstplatzierung, Gesamtwochen, AuszeichnungChartplatzierungen (Jahr, Titel, Musiklabel, Platzierungen, Wochen, Auszeichnungen, Anmerkungen) | Anmerkungen                            |
| Jahr | Titel Musiklabel                        | DE | AT | CH | Anmerkungen                            |
| ---- | --------------------------------------- | --- | --- | --- | -------------------------------------- |
| 2015 | Best Of – Die schönsten Melodien Telamo | DE58 (1 Wo.)DE | — | — | Erstveröffentlichung: 10. Oktober 2014 |

## Statistik

### Chartauswertung
|                     | DE     | AT    | CH    |
| ------------------- | ------ | ----- | ----- |
| Nummer-eins-Alben   | DE1DE  | AT2AT | CH1CH |
| Top-10-Alben        | DE3DE  | AT3AT | CH2CH |
| Alben in den Charts | DE12DE | AT8AT | CH8CH |

|                       | DE    | AT    | CH    |
| --------------------- | ----- | ----- | ----- |
| Nummer-eins-Singles   | DE—DE | AT—AT | CH—CH |
| Top-10-Singles        | DE—DE | AT—AT | CH—CH |
| Singles in den Charts | DE1DE | AT1AT | CH2CH |

### Auszeichnungen für Musikverkäufe
Anmerkung: Auszeichnungen in Ländern aus den Charttabellen bzw. Chartboxen sind in ebendiesen zu finden.
| Land/RegionAuszeichnungen für Musikverkäufe (Land/Region, Auszeichnungen, Verkäufe, Quellen) | Gold     | Platin     | Verkäufe  | Quellen           |
| -------------------------------------------------------------------------------------------- | -------- | ---------- | --------- | ----------------- |
| Deutschland (BVMI)                                                                           | 2× Gold2 | 4× Platin4 | 1.000.000 | musikindustrie.de |
| Österreich (IFPI)                                                                            | Gold1    | 2× Platin2 | 50.000    | ifpi.at           |
| Schweiz (IFPI)                                                                               | Gold1    | —          | 15.000    | hitparade.ch      |
| Insgesamt                                                                                    | 4× Gold4 | 6× Platin6 |           |                   |